# 93 Геркулеса
93 Геркулеса (лат. 93 Herculis, HD 164349) — тройная звезда в созвездии Геркулеса на расстоянии приблизительно 710 световых лет (около 218 парсек) от Солнца. Видимая звёздная величина звезды — +4,672m.

## Характеристики
Первый компонент — оранжевый яркий гигант спектрального класса K0,5IIb, или K0,5II, или K0II-III, или K0. Масса — около 5,173 солнечных, радиус — около 49,476 солнечных, светимость — около 919,233 солнечных. Эффективная температура — около 4438 K.
Второй компонент — белый карлик.
Третий компонент — красный карлик спектрального класса M. Масса — около 115,42 юпитерианских (0,1102 солнечной). Удалён в среднем на 2,586 а.е..